# Parasmittina trispinosa
Parasmittina trispinosa is een mosdiertjessoort uit de familie van de Smittinidae. De wetenschappelijke naam van de soort werd in 1838, als Discopora trispinosa, voor het eerst geldig gepubliceerd door Johnston.

## Beschrijving
Parasmittina trispinosa is een korstvormende mosdiertjessoort. Kolonies vormen oranje tot geelachtig witte vellen van 20 cm of meer, met knobbeltjes die over het oppervlak zijn verdeeld. Het is normaal gesproken dof oranjebruin tot geelachtig wit van kleur, soms met bruine of roze tint. Kolonies kunnen zowel in eenvoudige als in meerdere lagen voorkomen. De individuele zooïden van de kolonie zijn langwerpig, vierkant tot ovaal of onregelmatig van vorm en 0,4-1,0 bij 0,26-0,38 mm groot.

## Verspreiding
Parasmittina trispinosa is een koele gematigde soort. Het verspreidingsgebied van deze soort strekt zich uit vanuit Groot-Brittannië, het noorden tot het westen van Noorwegen, de Faeröer en tot in de Barentszzee in de poolcirkel. Er wordt aangenomen dat het de Arctische wateren niet bereikt. Het is een sublitorale soort die wordt aangetroffen op grote rotsblokken of gesteente, vaak met verticale vlakken. Het is in staat om harde ondergrond inclusief schelpen te koloniseren. Het wordt gevonden van ondiepe tot subtidale wateren tot aan het continentale plat. Het is overvloedig aanwezig op offshore schelpenbanken en kan omgevingen met sterke waterbeweging verdragen.